# Reẕā Qeshlāqī
Reẕā Qeshlāqī (persiska: رضا قشلاقی, Reẕā Qeshlāq) är en ort i Iran.   Den ligger i provinsen Västazarbaijan, i den nordvästra delen av landet, 400 km väster om huvudstaden Teheran. Reẕā Qeshlāqī ligger 1 796 meter över havet och antalet invånare är 162.
Terrängen runt Reẕā Qeshlāqī är kuperad.Runt Reẕā Qeshlāqī är det ganska glesbefolkat, med 47 invånare per kvadratkilometer. Närmaste större samhälle är Shāhīn Dezh, 13,7 km söder om Reẕā Qeshlāqī. Trakten runt Reẕā Qeshlāqī består i huvudsak av gräsmarker.